# Дипломатичне право
Дипломатичне право — галузь міжнародного права, що являє собою сукупність норм, що регламентують статус і функції державних органів зовнішніх зносин. Система дипломатичного права відповідає основним формам дипломатії: двосторонньої дипломатії, здійснюваної через дипломатичні чи представництва через так називані спеціальні місії, багатобічної дипломатії, здійснюваної делегаціями на міжнародних конференціях і сесіях органів міжнародних організацій, а також постійними представництвами держав при міжнародних організаціях.
Терміни «право зовнішніх зносин» та «дипломатичне та консульське право» використовуються як синоніми, хоча В.М. Репецький вважає, що останній за сутністю назви є вужчим, ніж перший. Терміни «право зовнішніх зносин» та «дипломатичне та консульське право» використовуються як синоніми, хоча останній за сутністю назви є вужчим, ніж перший.
Дипломатичне право протягом довгого часу ґрунтувалося на звичаях. Часткова офіційна кодификація дипломатичного права була вперше почата на регіональному рівні в Латинській Америці (20 лютого 1928 р. була прийнята Гаванська конвенція про дипломатичних чиновників). У даний час дипломатичне право в основному кодифіковане.
Основним договірним актом у даній області є Віденська конвенція про дипломатичні зносини 1961 року. У 1969 році Генеральною Асамблеєю ООН була також прийнята Конвенція про спеціальні місії, а в 1975 році на дипломатичній конференції у Відні — Конвенція про представництво держав у їхніх відносинах з міжнародними організаціями універсального, характеру. СРСР був учасником Віденських конвенцій 1961 і 1975 років.